# Celia Kim
Celia Kim (* 19. März 1977 in Essen) ist eine deutsche Schauspielerin.
Kim absolvierte eine Gesangs- und Tanzausbildung in Essen und New York. Sie spielte von 1999 bis 2004 als Eun-Hi „Kim“ Töppers in der ARD-Seifenoper Marienhof.
Kim lebt in der Schweiz, ist im Tierschutz aktiv und lebt vegetarisch. Seit ihrer Kindheit begeistert sie sich für Bücher und betreibt mittlerweile einen Blog für Buchrezensionen.

## Filmografie (Auswahl)
- 1999–2004: Marienhof
- 2005: Pauvre diable